# بول لوزانو
بول لوزانو (بالإسبانية: Pol Lozano) هو لاعب كرة قدم إسباني في مركز الوسط، ولد في 6 أكتوبر 1999 في إسبانيا. شارك مع منتخب إسبانيا تحت 16 سنة لكرة القدم ومنتخب إسبانيا تحت 17 سنة لكرة القدم ومنتخب إسبانيا تحت 19 سنة لكرة القدم. أما مع النوادي، فقد لعب مع إسبانيول ب.

## وصلات خارجية
- بول لوزانو على موقع الاتحاد الأوربي (الإنجليزية)
- بول لوزانو على موقع قاعدة بيانات كرة القدم.إي يو (الإنجليزية)
- بول لوزانو على موقع Soccerway.com (الإنجليزية)